# Mantidactylus argenteus
Mantidactylus argenteus är en groddjursart som beskrevs av Paul Ayshford Methuen 1920. Mantidactylus argenteus ingår i släktet Mantidactylus och familjen Mantellidae. IUCN kategoriserar arten globalt som livskraftig. Inga underarter finns listade i Catalogue of Life.